# Вишњик (драма)
Вишњик (рус. Вишнёвый сад) је позоришни комад у четири чина и уједно последње дело највећег руског драмског писца Антона Павловича Чехова, написан 1903. године, а први пут изведен неколико дана пре ауторовог рођендана, 17. јануара 1904. године у режији чувеног Константина Станиславског у Московском уметничком театру, а главну улогу Љубов Андрејевне Рањевске играла је Чеховљева супруга - Олга Книпер. Но, Чехов је премијером био све само не - задовољан, између осталог и зато што су пробе трајале само шест месеци, уместо уобичајених осамнаест. Вишњик је завршен на прагу прве руске револуције, годину дана пре његове преране смрти.
Највећи је проблем био тај што је сам Чехов Вишњик назвао комедијом, док је Станиславски у њој видео трагичну причу. Чехов је оптужио Станиславског да му је уништио драму, објашњавајући како није схватио да су његови ликови можда и на ивици суза, али никад не плачу.
Вишњик је написан на врхунцу Чеховљеве уметничке моћи. Дело не само што стоји на међи два века - и два доба - већ великим делом и говори о болним променама које њихова смена са собом носи. Оно такође стоји на крају једног периода у историји драмског позоришта, грађанске драме деветнаестог века, за којом ће затворити врата - и на почетку новог, као корен из ког ће нићи модерна драма двадесетог века.

## Ликови
- Љубов Андрејевна Рањевска, велепоседница
- Ања, њена ћерка, 17 година
- Варја, њена усвојена ћерка, 24 године
- Леонид Андрејевич Гајев, брат Рањевске, 51 годину
- Јермолај Алексејевич Лопахин, трговац
- Петар Сергејевич Трофимов - Петја, студент
- Борис Борисович Симеонов-Пишчик, велепоседник
- Шарлота Ивановна, гувернанта
- Семјон Пантелејевич Јепиходов, писар
- Дуњаша, собарица
- Фирс, лакеј, старац, 87 година
- Јаша, млади лакеј
- Пролазник
- Шеф станице
- Поштански чиновник
- Гости, послуга

## Радња

### Први чин
Радња се одвија у пролеће, на имању Љубови Андрејевне Рањевске, која се после неколико година враћа из Француске са својом седамнаестогодишњом ћерком Ањом у Русију. На станици их чекају Гајев, брат Рањевске и Варја, њена усвојена ћерка.
Рањевска је практично остала без новца, а имање ће с његовим прелепим вишњиком у најскорије време највероватније бити продато због дугова, како би се отплатила хипотека. Њихов познаник, трговац Лопахин предлаже Рањевској своју варијанту решења проблема: он предлаже да се земља подели на делове и да у закуп викендашима. Љубов Андрејевна запањена таквим предлогом: она не може ни да замисли да се посече вишњик и да да незнацима своје имање, где је одрасла, где је прошла њена младост и где је погинуо њен син Гриша. Гајев и Варја такође покушавају да нађу неки излаз из сложене ситуације у којој се налазе. Гајев све смирује, говорећи да се куне да имање неће бити продато. Он планира да новац позајми од своје богате тетке из Јарославља, која, између осталог, не воли Рањевску.

### Други чин
У другом делу се сва радња преноси на улицу. Лопахин наставља да наваљује да је његов план најбољи, али га нико не слуша. у то време, Чехов убацује и филозофску тематику и више се открива личност учитеља Трофимова. У разговору са Рањевском и Гајевим, Трофимов говори о будућности Русије, о срећи, о новом човеку. Маштовити Трофимов ступа у расправу са материјалистом Лопахиним, који није способан да оцени његове мисли, а оставши насамо с Ањом, која га једина разуме, Трофимов јој говори, да човек треба бити «изнад љубави».

### Трећи чин
Гајев и Лопахин одлазе у град, где треба д асе одржи аукција, док се у то време на имању одржава плес. Гувернанта Шарлота Ивановна забавља госте својом трбухозборношћу. Сваки од јунака је заузет својим проблемом. Љубов Андрејевна се брине, зашто се њен брат толико задржао у граду. Када се Гајев појавио, саопштава јој да је имање ипак продато, и да је купац имања, ни мање ни више него - Лопахин. Лопахин је срећан, и осећа своју победу па тражи од музичара да му свирају веселе песме, јер га се не тиче ништа поводом туге и очаја Рањевске и Гајева.

### Четврти чин
Декорација првог чина, али нема завеса, слика, мало има намештаја, осећа се празнина. Стоји пртљаг. Јаша говори да се прост народ опрашта од господе.
Лопахин зове на здравицу, али нико не иде. Он даје флашу Јаши и напомиње да до поласка воза има још четрдесет шест минута, што значи да за двадесет минута треба да се крене. Петја тражи своје чизме. Лопахин саопштава да ће целу зиму провести у Харкову. Намучио се без посла. Петја говори самозадовољном Лопахину да не маше толико рукама, и да има дуге и танке прсте уметника и нежну душу. На растанку се грле. Лопахин нуди Петји новац, али овај одбија.
Лопахин каже да се Гајев запослио у банци за шест хиљада годишње, али да се неће дуго задржати тамо јер је веома лењ.
Улази Ања и моли Лопахина да не секу вишњик док они не оду. Лопахин одлази да нареди радницима да тако учине. Ања пита Јашу да ли су послали Фирса у болницу, али он не зна.
Мајка Јаше је дошла да се поздрави с њим, али он то не жели. Он већ машта о томе да кроз шест дана буде у Паризу, далеко од “овог простаклука”.
Улазе Рањевска и Гајев. Они су скрхани, опраштају се од родне куће. Мајка се опрашта од срећне Ање, која почиње нов живот. Рањевска каже да иде у Париз од пара које је послала јарославска тетка. Ања се нада да ће јој се мајка ускоро вратити, да ће она поћи у гимназију, радиће, и тако ће помагати мајци.
Рањевска разговара с Лопахиним о Варји, он обећава да ће јој предложити брак, али када се појављује Варја, Лопахин прича о глупостима. Варја се запослила код Рагулиних као кућна помоћница.
Лопахин је унајмио Јепиходова да пази на кућу и даје му последња упутства. Нови домаћин затвара кућу, где сам остаје заборављени Фирс. Брине се јер је, вероватно, Гајев заборавио да стави капу. Затим се јако ражалостио што је живот прошао брзо, као да и није живео.
Тишина. После неког времена, чује се како у вишњику секу дрвеће.

## Критика
Критику на Чеховљев Вишњик, писали су познати руски позоришни глумац, театролог и режисер Константин Станиславски, као и велики руски књижевник, песник, романописац и новелист Иван Буњин.

## Уметничке особине
- Вишњик почиње као комедија, али се на крају може видети карактеристично за аутора сједињавање комичног и трагичног[3].
- Необично су у позоришном комаду постављени дијалози: најчешће, реплике нису директан одговор на задато питање, већ се производи разговор без икаквог реда. То није везано само за тежњом Чехова да приближи разговор у делу разговорима, који се одвијају у стварном животу, већ и показатељ тога да јунаци не чују и не слушају један другог[3].
- Главна карактеристика дела је особени Чеховљев симболизам. «Главни, централни јунак» није човек, лик, него вишњик[4] — симбол племићке Русије. На крају дела, вишњик се сече, а у животу се распадају племићке породице, искорењује се стара Русија, Русија Рањевских и Гајевих. У томе и јесте поента предвиђања Чехова каснијих догађаја, које већ није могао да види[5].

## Позоришна извођења

### Прво извођење
- 17. јануара 1904. се одржала премијера позоришног комада у Московском Уметничком театру (МУТ). Режисери су били Константин Станиславски и Владимир Немирович-Данченко, уметник Виктор Андреевич Симов.

У улогама:
- Олга Книпер-Чехова — Рањевска
- Марија Лилина — Ања - Сам Чехов није придавао тој улози велики значај. У писму Немировичу-Данченко, написао је: «Ању може играти ко хоће, па нека непозната глумица, само да буде млада, и да говори младим, звонким гласом»[6].
- Марија Андрејева — Варја
- Константин Станиславски — Гајев - Чехов је видео Станиславског у улози Гајева[7], као и у улози Лопахина, а сам К. Станиславски је био за то да игра Лопахина, али помисливши да му улоге простих људи лоше леже, ипак је изабрао Гајева[6].
- Леонид Леонидов — Лопахин - Улога Лопахина је централна у делу, управо зато је драматург био забринут, ко ће играти Лопахина у том случају, ако Константин Станиславски изабере улогу Гајева: «Станиславски ће бити одличан и оригиналан Гајев, али ко ће онда играти Лопахина? Кад је улога Лопахина централна. Ако се она не посрећи, значи и цела представа ће пропасти.»[8].
- Василиј Качалов — Трофимов
- Владимир Грибунин — Симеонов-Пишчик
- Елена Муратова — Шарлота Ивановна У истом том писму: «Помјаловој, наравно, нећу дати улогу, Муратова ће бити, ваљда, добра, али неће бити смешна.»[6].
- Иван Москвин — Јепиходов
- Софија Хаљутина — Дуњаша
- Александар Артјом — Фирс.
- Николај Александров — Јаша.

- 17. априла 1958. године у МУТ-у се одржало још једно извођење овог позоришног комада у режији Виктора Станициног.

### СССР
- Санкт-Петербуршки академски театар комедије (1926; реж. Константин Хохлов; Рањевска — Елена Грановска, Јаша — Харламов, Фирс — Надеждин)
- Државни академски театар драме "М. Горки" у Нижњем Новгороду (1929; реж. и улога Гајева — Николај Собољшчиков-Самарин)
- Театар-студио под руководством Р. Н. Симонова (1934; реж. Андреј Лобанов)
- Државни академски театар драме "А. Кољцов" у Вороњежу (1935; реж. и улога Гајева — Шебујев)
- Лењинградски Бољшој драмски театар (1940; реж. Павел Гајдебуров)
- Национални академски драмски театар "Иван Франко" у Кијев у (1946; реж. К. П. Хохлов)
- Јарославски театар (1950)
- Национални академски театар "Јанка Купала", Минск (1951)
- Театар "Сундукјана", Јереван (1951)
- Национално позориште у Риги, Летонија (1953; реж. Лејманис)
- Московско позориште "Ленком" (1954)
- Харковско позориште руске драме (1935; реж. Н. Петров)
- Позориште «Красни факел» (Новосибирск, 1935; реж. Литвинов)
- Иркутско позориште (1946),
- Саратовско позориште (1950),
- Таганрогско позориште (1950);
- Позориште у Ростову на Дону (1954),
- Талинско руско позориште (1954),
- Казањски Бољшој театар (1960),
- Краснодарско позориште (1960),
- 1975 — Позориште на Таганки
- 1984 — Московско академско позориште Сатире
- 1990 — Позориште Антона Чехова

### Енглеска
Театар Сценског друштва «Олд Вик» 1933. у Лондону, The Sadler’s Wells Theatre (Лондон, 1934, реж. Тирон Гатри), Шефилдски репертуарни театар (1936), театар Оксфордског драмског друштва (1957 и 1958), Ливерпулски театар
- The Royal National Theatre, (Лондон, 1978, реж. Питер Хол), - Рањевска — Дороти Тутин, Лопахин — Алберт Фини, Трофимов — Бен Кингсли, Фирс — Ралф Ричардсон.
- The Riverside Studios (Лондон), 1978 реж. Питер Џил
- 2007: The Crucible Theatre, Шефилд реж. Џонатан Милер.
- 2009: The Old Vic, Лондон, реж. Сем Мендес, адаптација — Том Стопард

### САД
- The Lincoln Center for the Performing Arts (1977, Рањевска — Ајрин Ворт, Дуњаша — Мерил Стрип, реж. Андреј Сербан)
- The Atlantic Theatre Company, 2005
- 2007 The Huntington Theatre Company (Бостонски универзитет)

### Друге земље
- Немачка — Лајпцишко позориште (1914. и 1950), «Народна сцена», Берлин (1918), «Берлинска комедија» (1947), Франкфуртско позориште (1951), Позориште у Франкфурту на Мајни) (1959)
- Француска — театар Марињи у Паризу (1954)
- Чехословачка — театар у Брну (1905 и 1952), Национално позориште у Прагу (1951, 1952)
- Јапан — трупа «Кин-дај» (1915)
- Независно позориште у Сиднеју (1942); Национално позориште у Будимпешти (1947), Театар Пиколо у Милану (1950), Краљевски театар у Хагу (1953), Национално позориште Ослу (1953), Слободни театар у Софији (1954), Национални театар у Рејкјавику (Исланд, 1957), Краковски театар «Стари», театар Симјенто у Буенос Ајресу (1958), театар у Стокхолму (1958).
- Украјина — 1997 — Черниговски Омладински театар; — 2008 — Ровенски обласни академски украјински музичко-драмски театар; — 2011 — Дњепропетровски Театрално-Уметнички Колеџ.
- Израел — 2010 — Театар Хан (Јерусалим).
- Каталонија - 2010 — Театар Ромео (Барселона).
- Србија - 2013 - Југословенско драмско позориште (Београд), Режија Дејан Мијач[тражи се извор]